# David O'Connor
David O'Connor (n. 18 ianuarie 1962, Washington, D.C., District of Columbia, SUA) este un Jocheu ce a reprezentat Statele Unite ale Americii, medaliat olimpic. A participat la 2 ediții ale Jocurilor Olimpice (1996, 2000) în care a câștigat o medalie de aur, o medalie de argint și o medalie de bronz.